# Calimocho

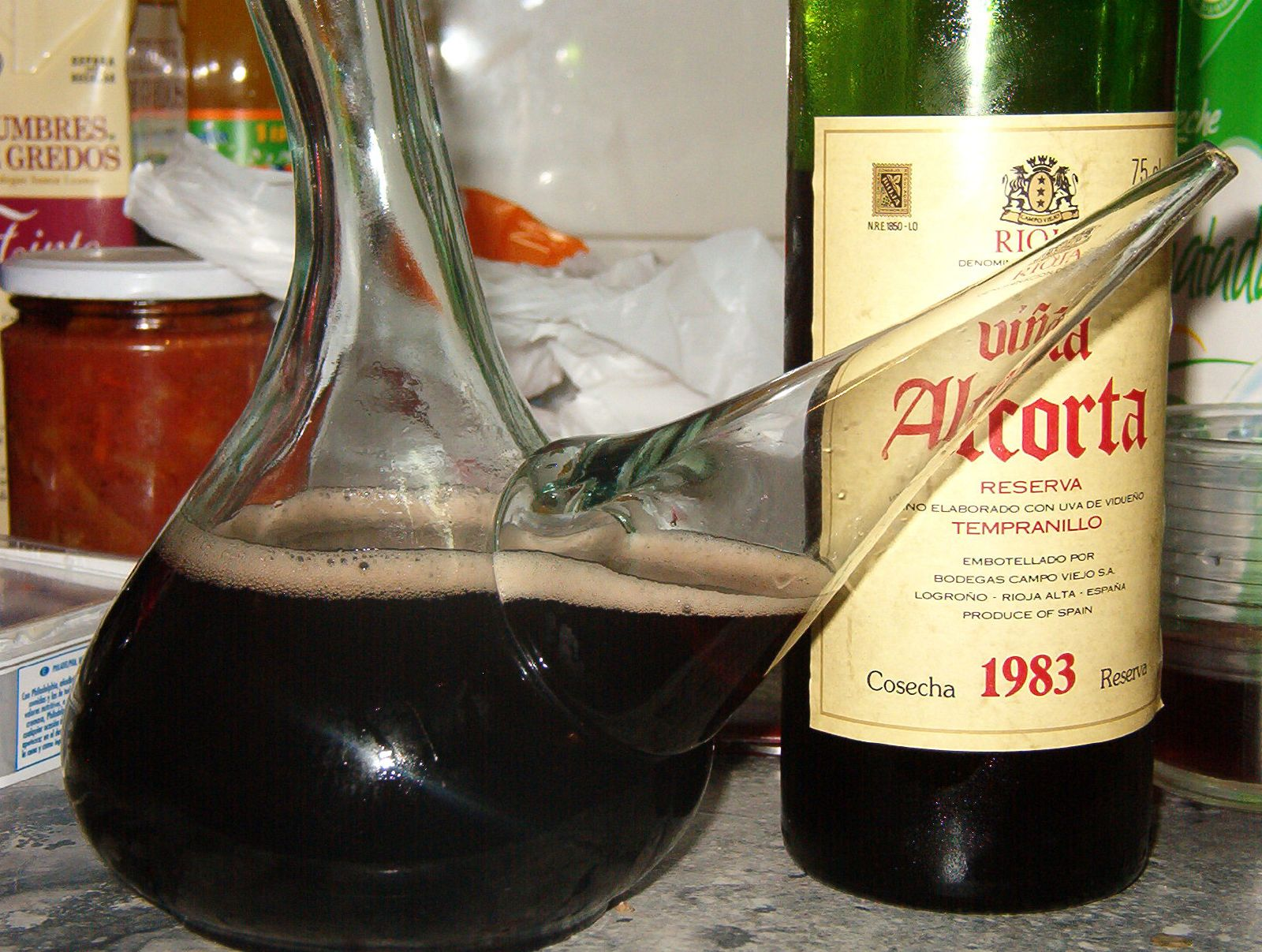
Un porrón di Calimocho

Il calimocho (dal basco kalimotxo) è una bevanda alcolica composta approssimativamente per la metà di vino rosso (solitamente di bassa qualità) e per il restante 50% da una bevanda analcolica a base di cola. Tra i nomi alternativi ricordiamo rioja libre (da rioja e cuba libre), El Cuba Libre del pobre (Cuba libre da poveri) e kali  o motxo (abbreviazione del nome basco). Spesso viene consumato durante il botellón.

## Ortografia
La parola kalimotxo è stata usata nei Paesi Baschi meridionali fin dagli anni settanta. Divenendo una parola di uso comune in tutta la Spagna è stata in seguito adottata la grafia castellana
calimocho. In catalano è in uso anche la grafia calimotxo.
Dopo la diffusione in Italia di questa bevanda il nome è stato talvolta italianizzato in calimocio, ma non è desueto anche il termine "Bambus", utilizzato prevalentemente nelle zone di Trieste e del litorale sloveno.

## Varianti
In alcuni casi la cola è sostituita dall'aranciata, oppure si trovano tutte e due insieme. In altri casi si aggiunge anche la Vodka per renderlo più forte.
Alcuni sommelier hanno affermato che, per rendere la bevanda più sofisticata, preferiscono usare il Chianti, la Rioja o il Tempranillo.